# Kathujuganapalli
Kathujuganapalli là một thị trấn thống kê (census town) của quận Dharmapuri thuộc bang Tamil Nadu, Ấn Độ.

## Nhân khẩu
Theo điều tra dân số năm 2001 của Ấn Độ, Kathujuganapalli có dân số 15.488 người. Phái nam chiếm 51% tổng số dân và phái nữ chiếm 49%. Kathujuganapalli có tỷ lệ 73% biết đọc biết viết, cao hơn tỷ lệ trung bình toàn quốc là 59,5%: tỷ lệ cho phái nam là 79%, và tỷ lệ cho phái nữ là 66%. Tại Kathujuganapalli, 12% dân số nhỏ hơn 6 tuổi.